# Cantonul Ambrières-les-Vallées
Cantonul Ambrières-les-Vallées este un canton din arondismentul Mayenne, departamentul Mayenne, regiunea Pays de la Loire, Franța.

## Comune
| Comune                | Populație (1999) | Cod poștal | Cod INSEE |
| --------------------- | ---------------- | ---------- | --------- |
| Ambrières-les-Vallées | ...              | 53300      | 53003     |
| Chantrigné            | ...              | 53300      | 53055     |
| Couesmes-Vaucé        | ...              | 53300      | 53079     |
| La Haie-Traversaine   | ...              | 53300      | 53111     |
| Le Pas                | ...              | 53300      | 53176     |
| Saint-Loup-du-Gast    | ...              | 53300      | 53234     |
| Soucé                 | ...              | 53300      | 53261     |